# Solanum costatum
Solanum costatum är en potatisväxtart som beskrevs av Michael Nee. Solanum costatum ingår i släktet skattor som ingår i familjen potatisväxter. Inga underarter finns listade i Catalogue of Life.